# Пол Стамец (Зоряний шлях)
Пол Стамец — персонаж франшизи «Зоряний шлях». Він з'являється в телесеріалі Зоряний шлях: Дискавері. Стамеца зіграв актор Ентоні Репп. Персонаж є половиною першої відкрито гомосексуальної пари персонажів телесеріалу «Зоряний шлях». Він науковець та інженер, який поєднує фізику та мікологію у вигаданий метод для миттєвої подорожі швидше за світло. Образ Стамеца натхненний однойменним мікологом із реального життя.
У листопаді 2016 року стало відомо, що Репп був обраний на роль Стамеца. Спочатку він був обраний на іншу, менш важливу роль, але коли обговорювали акторів-геїв, які могли б зіграти персонажа Стамеца, виконавчі продюсери зрозуміли, що Репп був актором, якого вони хотіли. Він не проходив кастинг ні на одну з ролей. 11 квітня 2018 року стало відомо, що Репп знову зіграє свою роль у другому сезоні серіалу. У жовтні 2019 року було підтверджено появу Стамеца в третьому сезоні. Через рік, разом із оголошенням про четвертий сезон, було повідомлено, що Репп продовжує виконувати свою роль.
Стамец і Калбер є першими відкритими геями в серіалі «Зоряний шлях», і автори шоу «хотіли розгорнути сексуальність цього персонажа так, як люди розгортали б свою сексуальність у житті». Репп зазначив, що Хікару Сулу був зображений геєм у фільмі «Стартрек: За межами Всесвіту», назвавши це «гарним жестом. Але в цьому випадку ми можемо бачити мене з партнером у розмові, у нашій житловій кімнаті. Ви бачите наших відносини з плином часу, розглядаються так само, як і будь-які інші відносини».
У серіалі Стамец часто розповідає про гриби в космосі. Згодом Стамец розвиває сучасну мікологічну науку в реальному світі у концепції наукової фантастики. Стамец вважає, що Всесвіт організований спорами та міцеліями як «будівельними блоками енергії у всьому Всесвіті». Він натхненний однойменним мікологом у реальному житті — якого Фуллер познайомив із сценаристами серіалу раніше після того, як зацікавився його дослідженням спор. Думка персонажа про те, що фізика та біологія є приблизно одним і тим же, також походить від справжніх досліджень і теорій Стамеца після того, як зацікавився його дослідженням спор. Думка персонажа про те, що фізика та біологія є приблизно одним і тим же, також походить від справжніх досліджень і теорій Стамеца.
Різні публікації описували, як цей персонаж створив прецедент як у світі «Зоряного шляху», так і в ЗМІ загалом як зображення гея.